# We Have Our Reasons
We Have Our Reasons är gruppen Pretties for You's debutalbum. Inspelat i Music-A-Matic och producerat, mixat och mastrat av Henryk Lipp. Assisterad av Robin Rudén.
Det släpptes den 30 april 2014 på skivbolaget Luxury. 

## Låtlista
| 1.           | Talk                | 3:48  |
| 2.           | We Have Our Reasons | 3:34  |
| 3.           | Y.B.W.C.            | 2:53  |
| 4.           | Secrets             | 3:50  |
| 5.           | Everything and All  | 4:11  |
| 6.           | Walls               | 4:38  |
| 7.           | Sorrow              | 3:40  |
| 8.           | Parade              | 4:12  |
| 9.           | Let the River Run   | 4:19  |
| Total längd: | Total längd:        | 34:56 |

## Fotnoter
1. ↑  ”Gaffa”. Arkiverad från originalet den 22 maj 2014. https://web.archive.org/web/20140522123042/http://gaffa.se/recension/82808. Läst 22 maj 2014.
2. ↑  ”Plaza Kvinna”. Arkiverad från originalet den 22 maj 2014. https://web.archive.org/web/20140522141305/http://plazakvinna.com/noje_kultur/musik/martina-forsgren-fran-pretties-for-you-om-debuten/. Läst 22 maj 2014.
3. ↑  ”Just music that I like”. Arkiverad från originalet den 22 maj 2014. https://web.archive.org/web/20140522124521/http://www.justmusicthatilike.com/2014/05/pretties-for-you-we-have-our-reasons.html. Läst 22 maj 2014.
4. ↑  ”Deadly Music”. Arkiverad från originalet den 21 maj 2014. https://web.archive.org/web/20140521211613/http://www.feckingdeadly.com/pretties-reasons/#.U3sIYNJ_vh4#.U3sIYNJ_vh4. Läst 22 maj 2014.